# Данвиту
Данвиту (фр. Dampvitoux) насеље је и општина у североисточној Француској у региону Лорена, у департману Мерт и Мозел која припада префектури Брије.
По подацима из 2011. године у општини је живело 63 становника, а густина насељености је износила 6,86 становника/km². Општина се простире на површини од 9,19 km². Налази се на средњој надморској висини од 247 метара (максималној 253 m, а минималној 209 m).

## Демографија
| 1962. | 1968. | 1975. | 1982. | 1990. | 1999. | 2011. |
| ----- | ----- | ----- | ----- | ----- | ----- | ----- |
| 41    | 63    | 53    | 47    | 54    | 73    | 63    |

График промене броја становника у току последњих година